# 苫小牧清水町1丁目商業施設
苫小牧清水町1丁目商業施設は、北海道苫小牧市清水町にある商業施設。

## 概要
北海道パワーエンジニアリングの社宅跡地に計画され、2023年10月31日、北海道に店舗新設を届出、2023年11月15日に告示され、イオン北海道、ツルハ、ジョイフルエーケーの出店が判明した。
2024年5月9日にツルハドラッグが近隣から移転し開店。7月19日にクイックカットBB、市内7店舗目となるマックスバリュが開店した。
7月24日にペットワールドPROX、翌25日にはマクドナルドが開店。7月26日に苫小牧初進出の松屋、松のやが開店した。

## 沿革
- 2023年（令和5年）10 月31日 - 北海道に大規模小売店舗立地法に基づく新設を届出。
- 2024年（令和6年）
  - 5月9日 - ツルハドラッグ 開店[広報 1]
  - 7月19日 - マックスバリュ、クイックカットBB開店[広報 3][広報 2]
  - 7月24日 - ペットワールドPROX開店[5]
  - 7月25日 - マクドナルド開店[6]。
  - 7月26日 - 松屋、松のや開店[広報 4]

## テナント
- マクドナルド 苫小牧清水町店[8]
- ペットワールドPROX 苫小牧中央店[9]
- 松屋 苫小牧店[10]
- 松のや 苫小牧店[11]
- ツルハドラッグ 苫小牧清水店[12]
  - キャンドゥ 苫小牧清水店[13]
- マックスバリュ苫小牧清水店[14]
  - クイックカットBBマックスバリュ苫小牧清水店[15]

## アクセス
国道276号線（支笏湖通）近く、北海道道781号苫小牧環状線沿い
バス
道南バス、あつまバス「東高校/東高校前」下車。
自動車
- 道央自動車道 苫小牧中央ICから約7分

## 周辺
- 苫小牧市立病院
- 苫小牧市立清水小学校
- 苫小牧市立開成中学校
- 北海道苫小牧東高等学校
- 苫小牧市緑ケ丘公園
- 新生台ファミリープラザステイ

#### 広報資料・プレスリリースなど一次資料
1. 1 2  “ツルハドラッグ 苫小牧清水店オープン！”. ツルハドラッグ (2024年5月9日). 2025年1月17日閲覧。
2. 1 2  “クイックカットBBマックスバリュ苫小牧清水店！7/19オープン！｜お知らせ｜クイックカットBB”. クイックカットBB. 2025年1月17日閲覧。
3. 1 2  “「マックスバリュ苫小牧清水店」 ２０２４年７月１９日（金）オープン！”. 2025年1月17日閲覧。
4. 1 2  “北海道苫小牧市初出店「松屋・松のや複合店」が登場｜松のや｜松屋フーズ”. www.matsuyafoods.co.jp. 2025年1月17日閲覧。